# Hudson (Flórida)
Hudson é uma Região censo-designada localizada no estado americano de Flórida, no Condado de Pasco.

## Demografia
Segundo o censo americano de 2020, a sua população era de 12.944 habitantes.

## Geografia
De acordo com o United States Census Bureau tem uma área de
16,5 km², dos quais 16,5 km² cobertos por terra e 0,0 km² cobertos por água.

## Localidades na vizinhança
O diagrama seguinte representa as localidades num raio de 16 km ao redor de Hudson.